# (4757) Liselotte
(4757) Liselotte ist ein Asteroid des Hauptgürtels, der am 19. September 1973 vom Forscherteam Cornelis Johannes van Houten und Tom Gehrels am Mount Palomar entdeckt wurde.
Die Herkunft des Namens ist nicht überliefert.